# Poul Stochholm
Poul Ahrent Per Stochholm (født 14. august 1904 i København, død 9. april 1974) var en dansk økonom, embedsmand og politiker, der var medlem af Landstinget fra 1946-1951 og 1970-1972 den første amtsborgmester i det dengang nydannede Københavns Amt, valgt for Det Konservative Folkeparti.
Poul Stochholm blev student fra Sundby Gymnasium i 1923 og cand.polit. fra Københavns Universitet i 1930. Efter nogle års som sekretær i først Arbejdsdirektoratet og siden i Socialministeriet, hvor han i 1938 avancerede til fuldmægtig, blev han i 1940 leder af Arbejds- og Socialministeriets ungdomskontor. Fra 1943 var han administrationschef ved Samfundet og Hjemmet for Vanføre.
Politisk blev han allerede i 1943 kredsformand i Lyngby-Amagerkredsens konservative vælgerforeningen, mens han fra 1948 blev amtsformand for partiorganisationen. Som folkevalgt debuterede han i 1943, da han valgtes til Københavns Amtsråd. Han blev i 1946 valgt til Landstinget og sad frem til 1951, men havde orlov hele perioden.

## Sygehussagen
I 1970 blev han amtsborgmester i Københavns Amt, men havde allerede år forinden haft medansvaret for byggeriet af Herlev Hospital, der skulle komme til at koste ham posten. Fra 1966 var han formand for amtets sygehusudvalg, der havde budgetteret med at opføre hospitalet til 255 millioner kroner. Efterhånden kom det dog frem, at såvel den økonomiske og politiske styring af projektet var mangelfuld, og presset voksede mod Poul Stochholm, der trods trusler om mistillidsvotum fra sit eget politiske bagland blev på posten. I 1972 mistede baglandet dog tålmodigheden og kaldte ham hjem fra en rejse til Australien. Han forlod posten, mens problemerne med sygehusbyggeriet fortsatte. Det endte med at koste 1,3 milliarder kroner at bygge, og amtsrådet vedtog en række nedskæringer, der blandt andet betød, at de ni øverste af de 25 etager stod tomme fra indvielsen i 1976 og helt frem til 2007.
Poul Stochholm var Ridder af Dannebrog.